# Misl
En general, es coneix amb el nom de Misl als estats sobirans de la Confederació Sikh, que va existir durant el segle xviii a la regió del Panjab, al subcontinent indi, després del col·lapse de l'Imperi Mogol. Els misls van formar una mancomunitat (commonwealth) que va ser descrita, per part d'Antoine Polier, com una "república aristocràtica". Tot i que els diferents misls disposaven d'un poder desigual, i cada un d'ells intentava expandir el seu territori i accedir als recursos a expenses dels altres, actuaven conjuntament en relació als altres estats. Celebraven reunions bianuals entre ells, sempre al Sarbat Khalsa d'Amritsar.

## Història
Amb l'objectiu de superar les persecucions de Xa Jahan i d'altres dirigents mogols, alguns dels darrers gurus sikhs van establir unes forces armades per combatre l'Imperi Mogol i certs senyors de la guerra hindús en el marc de les primeres guerres entre mogols i sikhs. Banda Singh Bahadur va mantenir la resistència sikh contra l'Imperi mogol fins que fou derrotat en la batalla de Gurdas Nangal. Durant bastants anys, els sikh trobaven refugi a les jungles i als peus de l'Himàlaia, fins que finalment es van organitzar en escamots militars coneguts com a jathas.

## Llista de Misls
| Rf  | Nom                 | Clan fundador                                        | Capital                     | Líders destacats                                                                             | Força en cavalleria regular (1780) | Territori cap al 1759                                                                          | Àrea corresponent actual |
| --- | ------------------- | ---------------------------------------------------- | --------------------------- | -------------------------------------------------------------------------------------------- | ---------------------------------- | ---------------------------------------------------------------------------------------------- | --- |
| 1.  | Misl de Phulkian    | Sidhu Jat                                            | Patiala Nabha Jind          | Phul Singh Sidhu, Ala Singh and Amar Singhu                                                  | 5,000                              | Barnala, Bathinda, Sangrur                                                                     | Patiala, Nabha, Jind, Kaithal, Barnala, Bathinda, Sangrur |
| 2.  | Misl d'Ahluwalia    | Kalal                                                | Kapurthala                  | Jassa Singh Ahluwalia                                                                        | 10,000                             | Nurmahal, Talwandi, Phagwara, Kana Dhillon.                                                    | Districte de Jalandhar, districte de Kapurthala |
| 3.  | Misl de Bhangi      | Dhillon Jat                                          | Amritsar                    | Bhuma Singh Dhillon, Hari Singh Dhillon, Mai Bhago                                           | 10,000                             | Tarn Taran, Lahore                                                                             | Districte de Tarn Taran, Lahore |
| 4.  | Misl de Kanheya     | Sandhu Jat                                           | Sohian                      | Jai Singh Sandhu                                                                             | 8,000                              | Ajnala, Gurdaspur, Dera Baba Nanak, Kalanaur, Pathankot, Sujanpur, Hansi, Hisar                | Districte de Gurdaspur, districte de Pathankot, districte d'Hisar                                                                                                |
| 5.  | Misl de Ramgarhia   | Tarkhan                                              | Sri Hargobindpur            | Jassa Singh Ramgarhia, Jodh Singh Ramgarhia, Tara Singh Ramgarhia and Mangal Singh Ramgarhia | 5,000                              | Batala, Mukerian, Ghoman, etc.                                                                 | Districte d'Hoshiarpur, districte de Gurdaspur |
| 6.  | Misl de Singhpuria  | Jat                                                  | Jalandhar                   | Nawab Kapur Singh                                                                            | 5,000                              | Singhpura, Amritsar, Sheikhupura etc.                                                          | Distrcte d'Amritsar, Districte de Sheikhupura (Pakistan) |
| 7.  | Misl de Singh Krora | Jat                                                  | Shamchaurasi, Hariana, etc. | Karora Singh and Baghel Singh                                                                | 10,000                             | Districte de Gurdaspur, Hoshiarpur, Hariana                                                    | Districte de Gurdaspur, Districte d'Hoshiarpur |
| 8.  | Misl de Nishanwalia | Shergill Jat i, posteriorment, liderat per Hayer Jat | Ambala, Shahbad Markanda    | Dasaundha Singh                                                                              | 2,000                              | Shahbad Markanda, Ambala, Ropar and Sri Anandpur Sahib                                         | Distrcte d'Ambala, Districte de Ropar, àrea actual de Chandigarh, Districte de Yamuna Nagar, Shahbad Markanda i Ismailabad (a l'actual districte de Kurukshetra) |
| 9.  | Misl de Sukerchakia | Rajput                                               | Gujranwala                  | Maharaja Ranjit Singh i Duleep Singh                                                         | 15,000                             | Qila Didar Singh, Qila Mihan Singh, Qila Sura Singh, Ferozewala, Eminabad, Kalaske, Mogalchak. | |
| 10. | Misl de Dallewalia  | Rathore Rajput                                       | Rahon                       | Gulab Singh Rathore, Tara Singh, Man Singh,                                                  | 9,000                              | Ludhiana district, Jalandhar district                                                          | Nakodar, Badala, Rahon, Phillaur, Ludhiana etc. |
| 11. | Misl de Nakai       | Sandhu Jat                                           | Chunian                     | Hira Singh Sandhu                                                                            | 7,000                              | Baherwal, Khem Karan, Khudian, Gogera, Depalpur, Okara, Pakistan etc.                          | Districte d'Okara (Pakistan) |
| 12. | Misl de Shaheedan   | Sandhu Jat                                           | Shahzadpur                  | Baba Deep Singh                                                                              | 5,000                              | Talwandi Sabo, Northern Ambala.                                                                | Districte de Bathinda, districte de Panchkula |

## Exèrcit

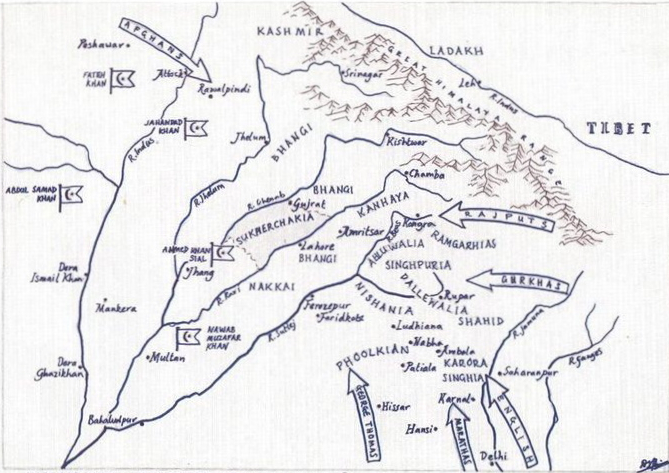

Cada misl es componia de soldats, la lleialtat dels quals es trobava en el líder del misl. Un misl podia està compost per des d'un centenar d'homes fins a desenes de milers de soldats. Cada soldat era lliure d'unir-se a qualsevol misl segons la seva elecció, a més de ser lliure de cancel·lar la seva pertinença al misl al qual pertanyia. També podia, si així ho desitjava, cancel·lar la pertinença a un misl i unir-se a un altre. Els barons podien permetre als seus exèrcits combinar o coordinar les seves defenses conjuntament contra una força hostil si així ho exigia el Comandant Suprem Misldar. Aquestes ordres només s'emetien sota condicions militars que afectessin a tota la comunitat sikh. Aquestes ordres, normalment, estaven relacionades amb la defensa contra amenaces externes, com per exemple els atacs de l'exèrcit afganès. El botí dels combats els dividien els misls entre els individus segons el servei que havien prestat, mitjançant un sistema basat en el sistema sardari.